# Colina Capitolina

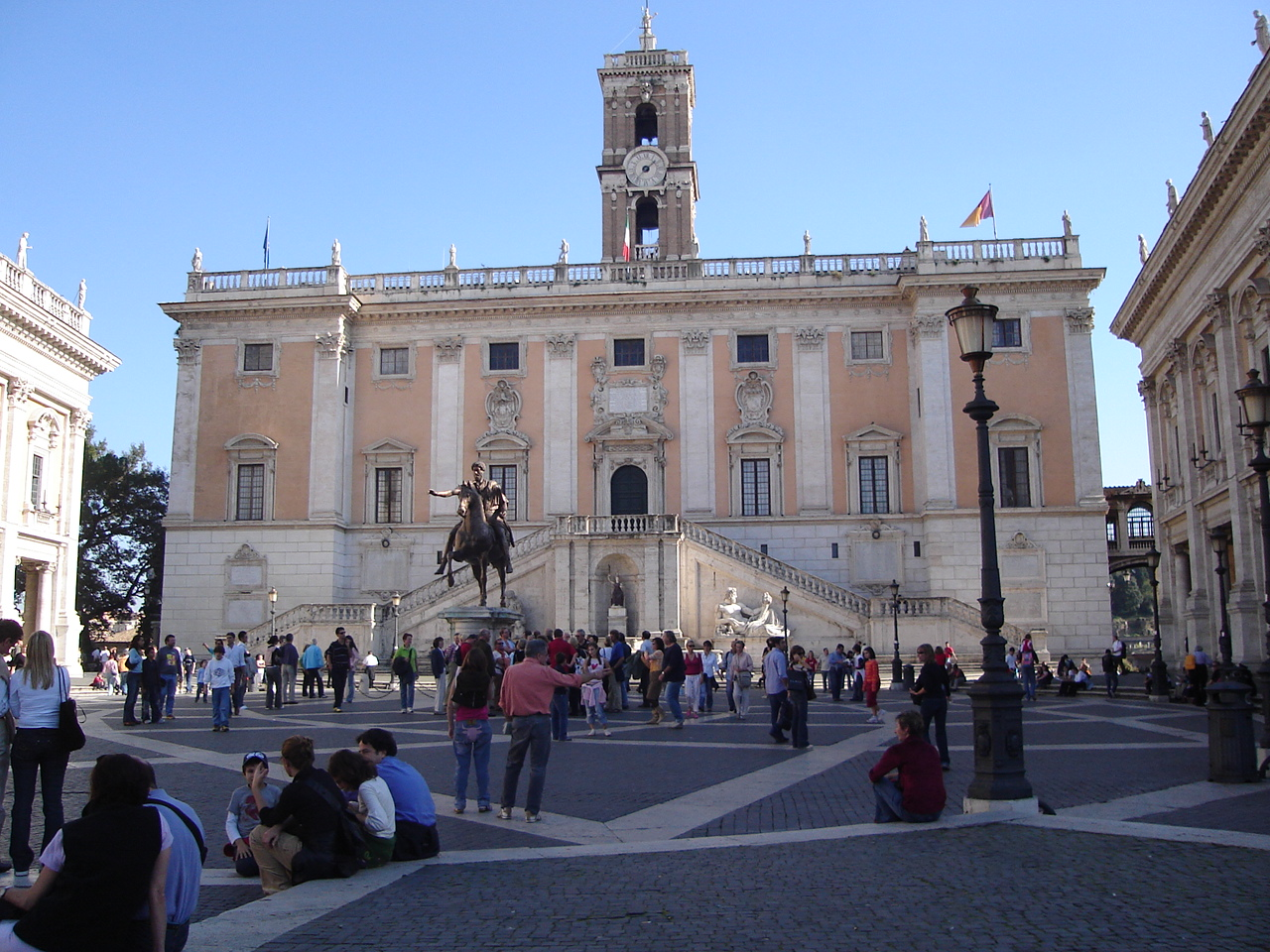
Piazza del Campidoglio, situada en lo alto de la Colina Capitolina, con la fachada del Palazzo Senatorio.

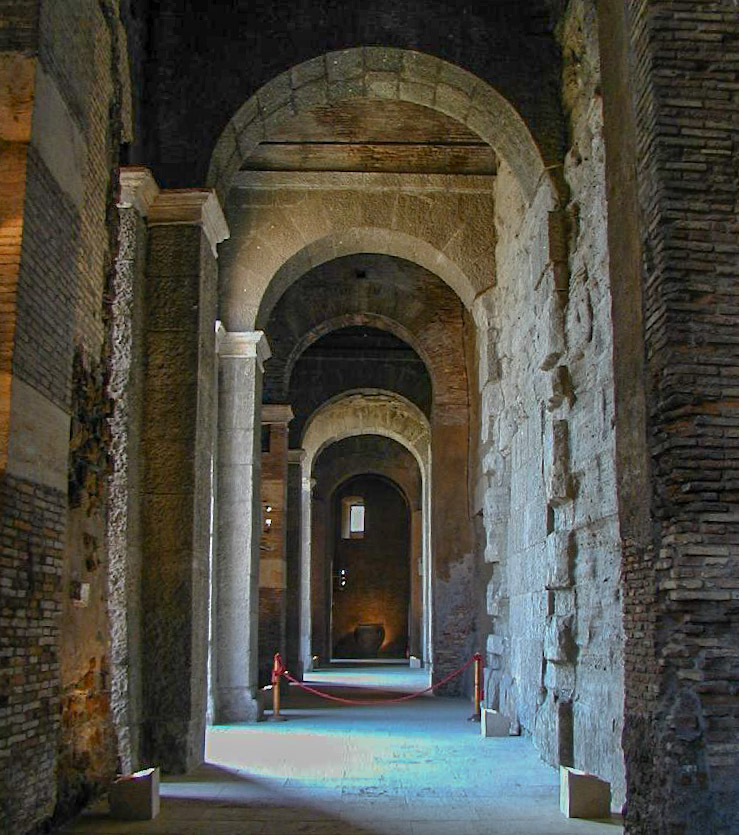
Interior del Tabularium.

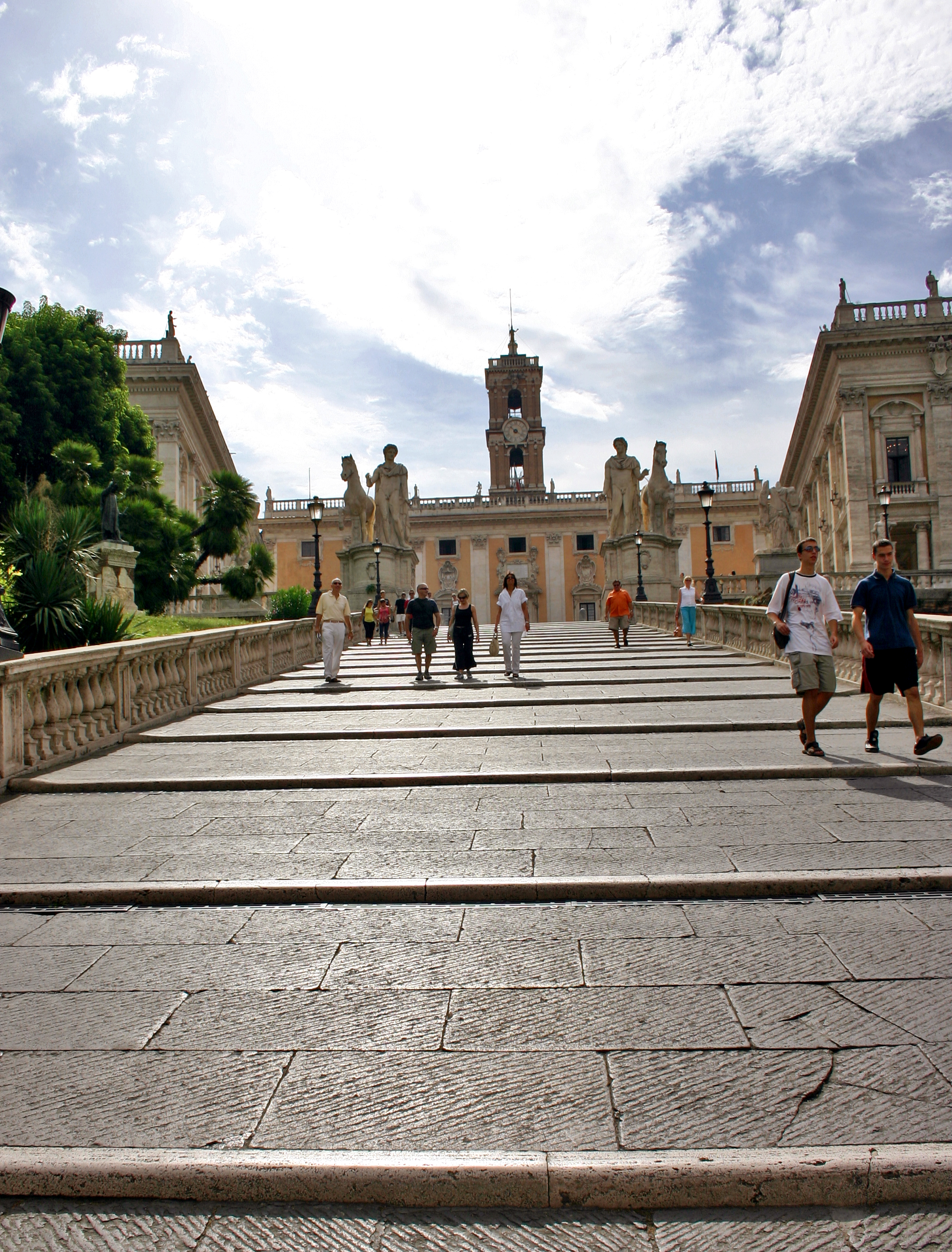
Escalera Cordonata, por la que se podía acceder a la plaza sin desmontar.

La colina Capitolina (Capitolinus Mons), también llamada plaza del Capitolio o monte Capitolio, entre el Foro y el Campo Marcio o de Marte, es una de las más famosas y altas de las siete colinas de Roma. La palabra española «capitolio» proviene de la colina Capitolina 
La colina era conocida anteriormente como Mons Saturnius, dedicada al dios Saturno. La palabra Capitolium significó primero el templo de Júpiter Optimus Maximus construido más tarde aquí, y después se utilizó para toda la colina, e incluso otros templos de Júpiter en otras colinas, por lo que Mons Capitolinus es el sustantivo adjetivo de Capitolium. En un mito etimológico, las fuentes antiguas relacionan el nombre con caput («cabeza» o «cima») y se cuenta que, al poner los cimientos del templo, se encontró la cabeza de un hombre, algunas fuentes incluso dicen que era la cabeza de algún Tolus u Olus. El Capitolium era considerado por los romanos como indestructible, y fue adoptado como símbolo de eternidad.

## Antigüedad
Primitivamente era llamado monte de Saturno, que era la principal divinidad de Roma. En una de las cimas, pues consta de dos llamadas Arx, la del norte, y Capitolium, la del sur, se erigía en lo que se cree fue anteriormente un templo etrusco dedicado a Veiovis, un templo dedicado a la Tríada capitolina compuesta por Júpiter-Saturno-Minerva, tras la influencia etrusca, dado que antes estaba dedicado a Júpiter-Marte-Quirino. La edificación fue destruida y posteriormente reconstruida en varias ocasiones, siendo la primera bajo el reinado de Lucio Tarquino Prisco y la última obra de Tito y Domiciano. Del templo etrusco de Veiovis, una especie de Júpiter infernal, se conservaban la estatua y algunos restos.
En la otra cima, conocida como Arx, había un templo dedicado a Juno Moneta y la depresión intermedia era el lugar en el que la leyenda situaba el refugio original construido por Rómulo. Había también otros templos y lugares importantes en la colina, como el lugar donde se guardaban los archivos y conocido como Tabularium, del que se conserva los cimientos y que fue construido por Lucio Cornelio Sila hacia 82 a. C., altares de la gens Julia o la prisión de Tullianum.
La colina Capitolina está también unida a la historia siniestra de Roma. En ella se encontraba el peñasco desde el que, según la leyenda, durante la guerra con los sabinos, arrojaron a la virgen vestal Tarpeya, hija de Espurio Tarpeyo y que colaboró con Tito Tacio para que los sabinos entraran en la ciudad, siendo la primera persona que pagaba el crimen de traición siendo arrojada por el peñasco y cayendo a las escarpadas rocas que había abajo, con lo que dio nombre al lugar, conocido en adelante como Roca Tarpeya.
El conjunto estaba amurallado, constituyendo una pequeña ciudadela que, en 387 a. C., sirvió de refugio frente la invasión de los galos celtas. De hecho, el propio Bruto y otros de los que tomaron parte en el asesinato de Julio César se refugiaron dentro del templo de Júpiter Óptimo Máximo de la colina, a la que el propio Julio César había acudido de rodillas seis meses antes como muestra de sumisión a Júpiter tras sufrir un accidente durante la celebración de su triunfo y que se entendió como un presagio de que el dios no aprobaba sus acciones en la guerra civil.

## Época medieval
En la misma cima donde se encontraba el templo de Juno Moneta se levantó durante la Edad Media la iglesia de Santa María de Ara Coeli, en cuya base se encuentran los restos de una ínsula romana, de la que se pueden apreciar desde la calle cuatro de las tiendas que la ocuparon.
En esta época el carácter sagrado de la colina Capitolina se perdió en favor de las nuevas funciones de carácter político y centro de gobierno de Roma, que revive como comuna en el siglo XI y donde se establece la sede del nuevo Senado en 1144.
La ciudad se hallaba poco después bajo la completa dominación del papado, y la colina Capitolina fue escenario en varias ocasiones de la resistencia de los ciudadanos, como la reinstauración de la república por Cola di Rienzo.
Para el siglo XVI la plaza del Capitolio ya se encontraba rodeada de los edificios hoy conocidos.

## Renacimiento y Miguel Ángel

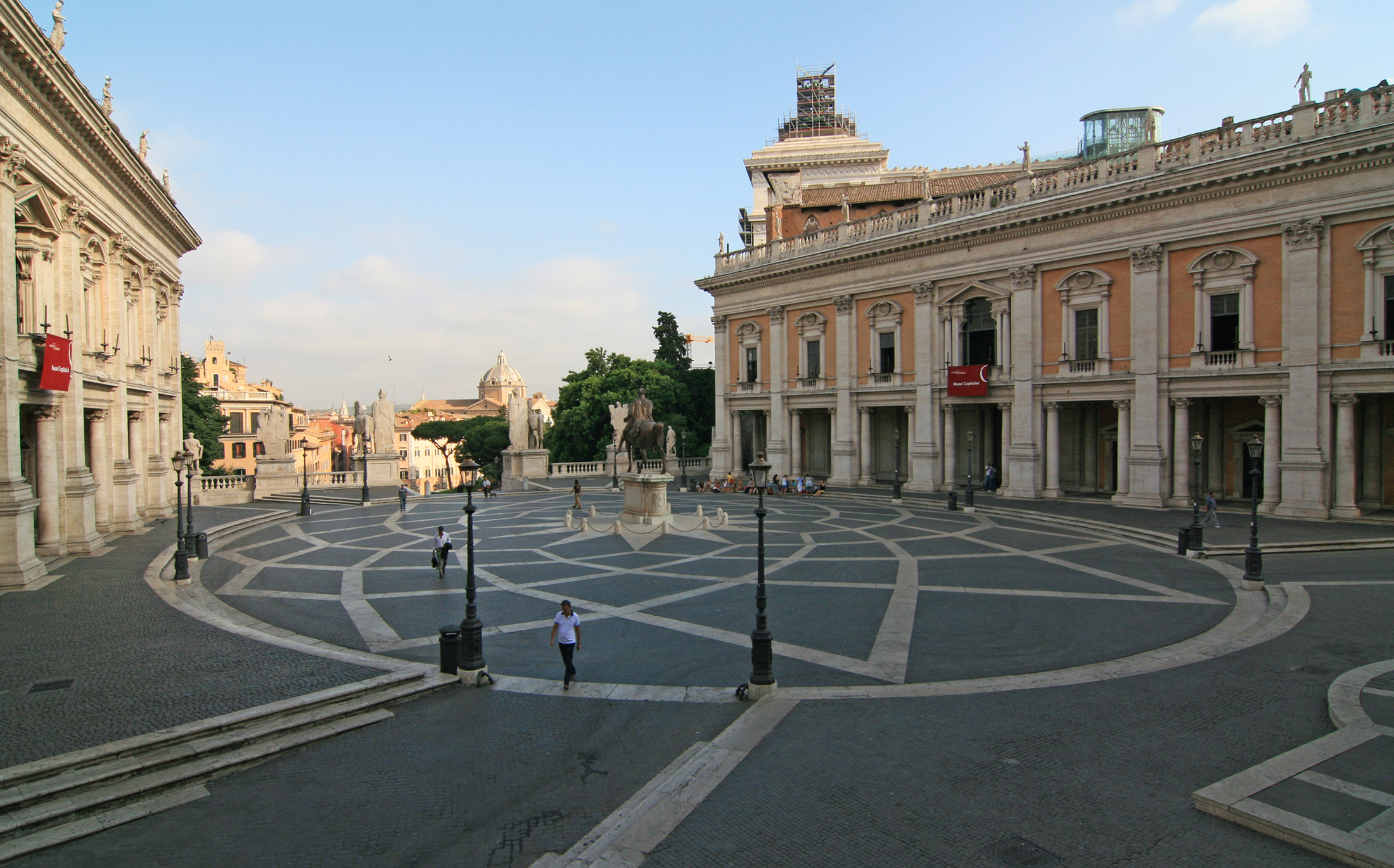
Plaza del Campidoglio, en la cima del Capitolio, con la fachada del Palacio Senatorio

A instancias del papa Pablo III Farnesio se llevó a cabo una profunda reforma planificada por el artista y arquitecto Miguel Ángel Buonarroti, uno de los mayores genios del Renacimiento. La reforma se inició porque el papa quería un símbolo de la nueva Roma para impresionar a Carlos V, emperador del Sacro Imperio Romano Germánico, que iba a visitar la ciudad en 1538. Esto le ofreció la oportunidad de construir una plaza cívica monumental para una ciudad importante, así como de restablecer la grandeza de Roma. Si bien los proyectos y las obras comenzaron en 1536 no terminarían hasta muchos años después, en el siglo XVII. 
Los primeros diseños de Miguel Ángel para la plaza y la remodelación de los palacios circundantes datan de 1536. Su plan era formidablemente extenso. Acentuó la inversión de la orientación clásica del Capitolio, en un gesto simbólico que giraba el centro cívico de Roma para alejarse del Foro Romano y dirigirse en cambio hacia la Roma papal y la Iglesia cristiana en forma de la Basílica de San Pedro. Este giro de medio círculo completo también puede verse como el deseo de Miguel Ángel de dirigirse a la sección nueva y en desarrollo de la ciudad en lugar de a las antiguas ruinas del pasado. Una estatua ecuestre de Marco Aurelio fue colocada en el centro de la plaza situada en un campo oval pavimentado. Miguel Ángel tenía que proporcionar un escenario para la estatua y poner orden en una cima irregular ya estorbada por dos edificios medievales en ruinas situados en un ángulo agudo entre sí. El Palacio del Senatorio debía ser restaurado con una doble escalera exterior, y el campanile trasladado al eje central del palazzo. El Palacio de los Conservadores también debía ser restaurado, y un nuevo edificio, el llamado Palacio Nuevo, construido en el mismo ángulo en el lado norte de la plaza para compensar a los Conservadores, creando una plaza trapezoidal. En la parte delantera de la plaza se construiría un muro y una balaustrada que la delimitaría firmemente en el lado que da a la ciudad. Por último, un tramo de escaleras debía conducir a la plaza cerrada desde abajo, acentuando aún más el eje central.
La secuencia, la cordonata, la piazza y el palazzo central son la primera introducción urbana del «culto al eje» que ocuparía los planes de jardines italianos y llegaría a fructificar en Francia.
La ejecución del diseño fue lenta y poco se completó en vida de Miguel Ángel. La Cordonata Capitolina no estaba colocada cuando llegó el emperador Carlos, y la comitiva imperial tuvo que subir la cuesta del Foro para ver las obras en curso, pero los trabajos continuaron fielmente a sus diseños y el Campidoglio se completó en el siglo XVII, excepto el diseño del pavimento, que se terminaría tres siglos después.

### Plaza

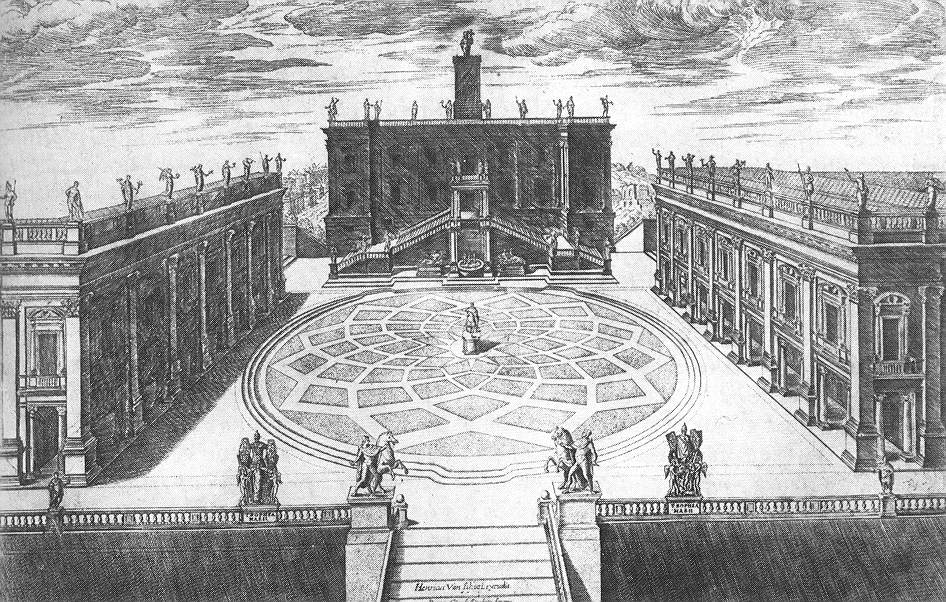
Michelangelo's systematizing of the Campidoglio, engraved by Étienne Dupérac, 1569

La vista de pájaro del grabado de Étienne Dupérac muestra la solución de Miguel Ángel a los problemas de espacio de la plaza del Campidoglio. Incluso con sus nuevas fachadas centradas en el nuevo palacio de la parte trasera, el espacio era un trapezoide, y las fachadas no se enfrentaban de forma cuadrada. Peor aún, todo el solar estaba inclinado, hacia la izquierda en el grabado. La solución de Miguel Ángel fue radical.
Los tres palacios remodelados encierran un armonioso espacio trapezoidal, al que se accede por la escalera en rampa llamada cordonata. La rampa escalonada de la cordonata pretendía, como una escalera mecánica de movimiento lento, elevar a sus visitantes hacia el cielo y depositarlos en el umbral de la autoridad municipal. La forma ovalada combinada con el patrón de diamantes dentro de ella era un juego con las geometrías renacentistas anteriores del círculo y el cuadrado. El diseño de travertino colocado en el pavimento está perfectamente nivelado: Alrededor de su perímetro, los escalones bajos surgen y desaparecen en el pavimento según la pendiente. Su centro se eleva ligeramente, de modo que uno tiene la sensación de estar sobre el segmento expuesto de un gigantesco huevo casi enterrado en el centro de la ciudad, en el centro del mundo, como señaló el historiador de Miguel Ángel Charles de Tolnay. Una estrella de doce puntas entrelazadas hace una sutil referencia a las constelaciones, girando alrededor de este espacio llamado Caput mundi, que en latín significa «cabeza del mundo». Este diseño de pavimentación nunca fue ejecutado por los papas, que podrían haber detectado un subtexto de importancia poco cristiana, pero Benito Mussolini ordenó completar la pavimentación según el diseño de Miguel Ángel en 1940.
Miguel Ángel se fijó en el centro para encontrar una solución al desorden capitolino. La estatua proporcionaba un centro y un foco. Los edificios definieron el espacio, y es este espacio, tanto como los edificios, el impresionante logro del complejo Capitolino. Es una gigantesca sala al aire libre, una plaza cerrada y protegida pero abierta al cielo y accesible a través de cinco aberturas simétricas. La axialidad y la simetría rigen todas las partes del Campidoglio. El aspecto de la plaza que lo hace más evidente es la estatua central, con el patrón de pavimentación que dirige los ojos de los visitantes hacia su base. Miguel Ángel también dotó al medieval Palacio Senatorio de un campanario central, una fachada renovada y una gran escalera exterior dividida. Diseñó una nueva fachada para el Palacio de los Conservadores con columnas y proyectó una estructura idéntica, el Palacio Nuevo, para el lado opuesto de la plaza. En el lado estrecho de la planta trapezoidal, amplió el eje central con una magnífica escalera para unir la cima de la colina con la ciudad de abajo.

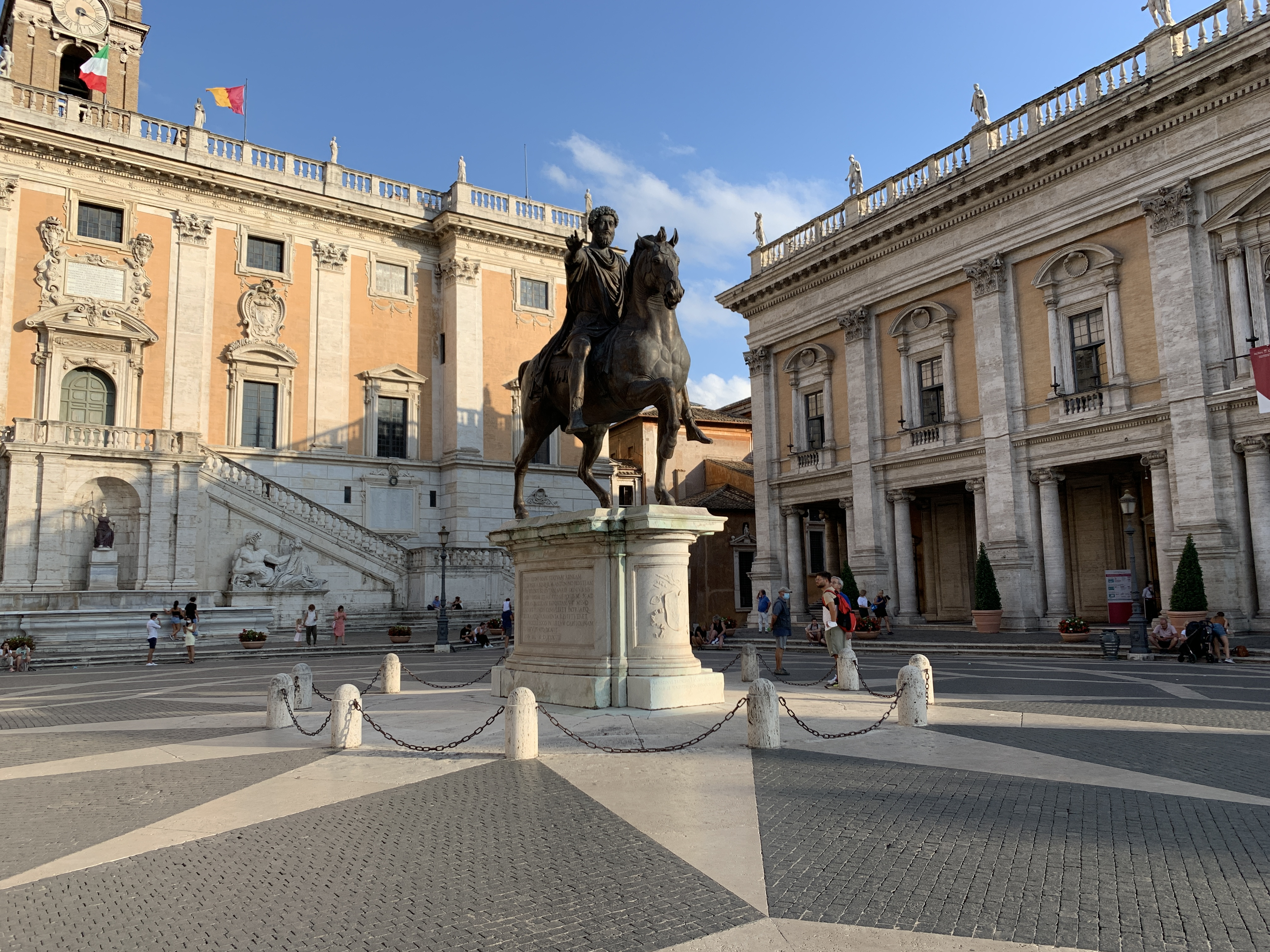
Réplica de la estatua ecuestre de Marco Aurelio.

#### Marco Aurelio
En el centro, y no a gusto de Miguel Ángel, se encontraba la estatua ecuestre original del emperador Marco Aurelio. Miguel Ángel le proporcionó un discreto pedestal. La escultura era muy apreciada porque se creía que representaba al emperador Constantino, el primer emperador cristiano. El bronce que se encuentra ahora en la plaza es una copia moderna y el original se encuentra depositado en el cercano Palacio de los Conservadores.

### Palazzi
Proporcionó nuevas fachadas a los dos edificios oficiales del gobierno cívico de Roma, el Palazzo dei Conservatori, el Palazzo Senatorio y el Palazzo Nuovo. Miguel Ángel diseñó una nueva fachada para el ruinoso Palazzo dei Conservatori y diseñó el Palazzo Nuovo para que fuera un complemento en forma de espejo, proporcionando así equilibrio y coherencia al desgarrado conjunto de estructuras existentes. La construcción de estos dos edificios se llevó a cabo tras su muerte bajo la supervisión de Tommaso dei Cavalieri. El único motivo arqueado en todo el diseño del Campidoglio son los frontones segmentados sobre sus ventanas, que dan un ligero resorte al equilibrio vertical-horizontal completamente angular del diseño. Los tres palacios albergan actualmente los Museos Capitolinos.

#### Palacio Caffarelli Clementino
El Palacio Caffarelli Clementino, adyacente al Palacio de los Conservadores y actualmente anexo a él, alberga exposiciones de corta duración. El palacio fue construido entre 1576 y 1583 por Gregorio Canónico para Gian Pietro Caffarelli II. Hasta el final de la Primera Guerra Mundial, el palacio sirvió de embajada alemana en Roma. Tras la guerra, fue reclamado por la Comuna de Roma, que demolió una gran parte del ala este del palacio para crear la Terraza Caffarelli.

#### Palacio de los Conservadores
El Palacio de los Conservadores fue construido en la Edad Media para los magistrados locales, denominados "Conservador de Roma, sobre un templo del siglo VI a. C. dedicado a Iuppiter Maximus Capitolinus. La renovación de Miguel Ángel incorporó el primer uso de un orden gigante que abarcaba dos plantas, aquí con una serie de pilastras corintias y columnas jónicas subsidiarias que flanqueaban los vanos de la logia de la planta baja y las ventanas del segundo piso. El nuevo pórtico de Miguel Ángel es una reinvención de ideas anteriores. El pórtico contiene entablados y un techo plano, artesonado. Los entablamentos se apoyan en columnas situadas en la parte delantera de cada vano, mientras que medias columnas a juego se apoyan en el muro posterior. Cada pilastra forma una unidad compuesta con el muelle y la columna de cada lado. Unas pilastras colosales sobre grandes bases unen el pórtico y el piso superior. Todas las ventanas están rematadas con frontones segmentados. Una balaustrada que bordea el tejado enfatiza la enfática horizontalidad del conjunto contra la que se alzan las líneas verticales de los órdenes en majestuoso contraste. La verticalidad del orden colosal crea la sensación de un espacio autocontenido mientras que la horizontalidad de los entablamentos y balaustradas enfatizan el eje longitudinal de la plaza. La fachada del palacio fue actualizada por Miguel Ángel en la década de 1530 y posteriormente en numerosas ocasiones.
En Roma, el pórtico del Palacio de los Conservadores albergaba las oficinas de varios gremios. Aquí se dirimían las disputas que surgían en la transacción de los negocios, a menos que fueran lo suficientemente importantes como para acudir a un tribunal comunal, como el de los conservadores. Era un lugar natural para esta actividad. Hasta la década de 1470, el mercado principal de la ciudad se celebraba en el Campidoglio y sus alrededores, mientras que el ganado se seguía gravando y vendiendo en el antiguo foro situado justo al sur.

#### Palacio Senatorio

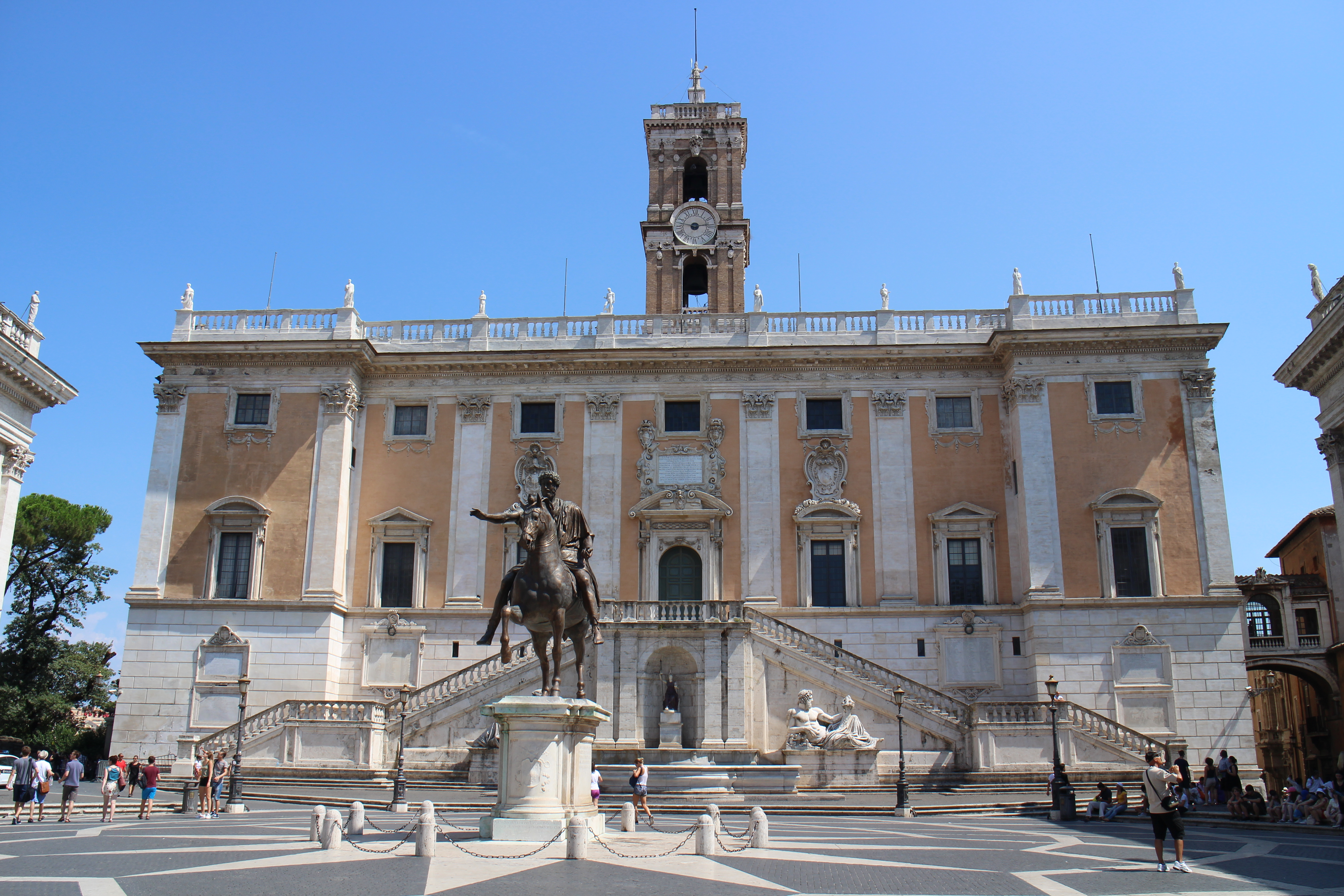
Palacio Senatorio

Construido durante los siglos XIII y XIV, el Palacio Senatorio se levanta sobre el Tabularium, que había albergado los archivos de la antigua Roma. Los bloques de Peperino del Tabularium se reutilizaron en el lado izquierdo del palacio y en una esquina del campanario. Actualmente alberga el ayuntamiento romano, tras haber sido convertido en residencia por Giovanni Battista Piranesi para el senador Abbondio Rezzonico en el siglo XVIII. Su doble rampa de escaleras fue diseñada por Miguel Ángel. Esta doble escalera de acceso al palacio sustituyó a la antigua escalinata y a la logia de dos pisos, que se encontraba en el lado derecho del palacio. La escalera no puede considerarse únicamente en función del edificio al que pertenece, sino que debe situarse en el contexto de la plaza en su conjunto. Los escalones, que comienzan en el centro de cada ala, ascienden suavemente hasta llegar a la esquina interior, se nivelan y retroceden hasta la superficie principal de la fachada. A continuación, continúan una majestuosidad ininterrumpida hacia la otra, convergiendo en la puerta central del segundo piso. Esta interrupción de la línea diagonal y el breve cambio de dirección hacia el interior absorben el eje central y vinculan los dos lados. En la fuente situada frente a la escalera aparecen los dioses fluviales del Tíber y del Nilo, así como Dea Roma. La parte superior de la fachada fue diseñada por Miguel Ángel con colosales pilastras corintias que armonizan con los otros dos edificios. Su campanario fue diseñado por Martino Longhi el Viejo y construido entre 1578 y 1582. Su fachada actual fue construida por Giacomo della Porta y Girolamo Rainaldi.

#### Palacio Nuovo
Para cerrar la simetría de la plaza y cubrir la torre de Aracoeli, el Palacio Nuevo fue construido en 1603, terminado en 1654 y abierto al público en 1734. Su fachada es idéntica a la del Palacio de los Conservadores. Es decir, se trata de una copia idéntica realizada a partir del plano de Miguel Ángel cuando rediseñó el Palazzo dei Conservatori un siglo antes.

### Balaustrada

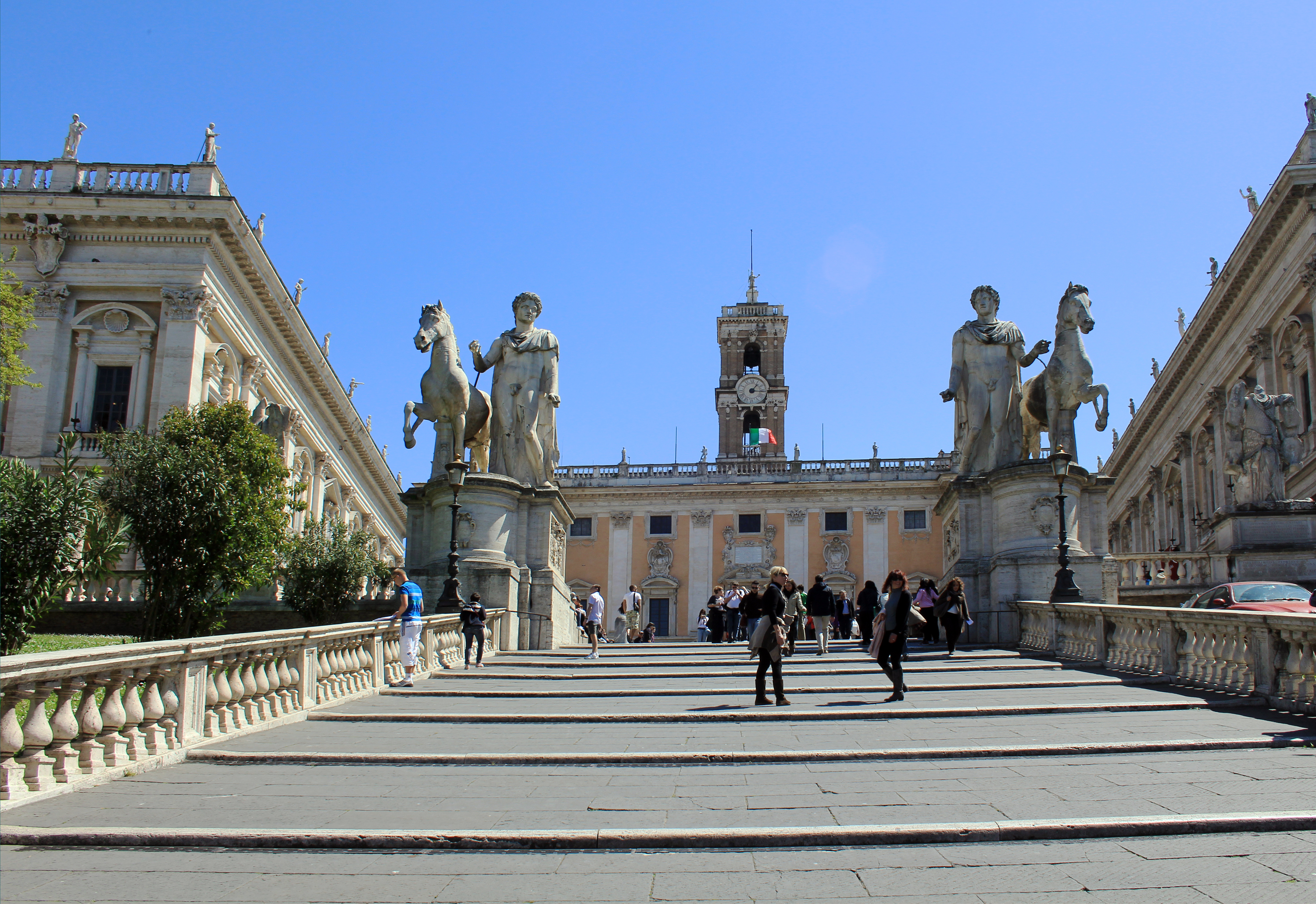
La cordonata de la Colina Capitolina (centro de la imagen) que conduce desde la Via del Teatro di Marcello a la Plaza del Campidoglio

Una balaustrada, puntuada por esculturas sobre las gigantescas pilastras, remata la composición, uno de los diseños más influyentes de Miguel Ángel. Las dos enormes estatuas antiguas de Cástor y Pólux que decoran las balaustradas no son las mismas que planteó Miguel Ángel, que ahora se encuentran frente al Palacio del Quirinal.

### Cordonata
Junto a las antiguas y mucho más empinadas escaleras que conducían al Aracoeli, Miguel Ángel ideó una monumental escalera de rampa ancha, la cordonata, que ascendía gradualmente por la colina hasta llegar a la alta plaza, de modo que el Campidoglio daba decididamente la espalda al Foro Romano que antaño dominaba. Se construyó con la anchura suficiente para que los jinetes ascendieran la colina sin desmontar. Las barandillas están rematadas por las estatuas de dos leones egipcios de basalto negro en su base y las representaciones en mármol de Cástor y Pólux en su parte superior.